# Sheldon McClellan
Sheldon Mac (ur. 21 grudnia 1992 jako Sheldon Reeves McClellan w Houston) – amerykański koszykarz, występujący na pozycji rzucającego obrońcy oraz niskiego skrzydłowego.
W sezonie 2017–18 nie wystąpił w żadnym spotkaniu Wizards. 8 lutego 2018 został wytransferowany do Atlanty Hawks wraz z zobowiązaniami gotówkowymi w zamian za chroniony wybór II rundy draftu 2019, po czym został zwolniony.

## Osiągnięcia
Stan na 9 lutego 2018, na podstawie, o ile nie zaznaczono inaczej.
NCAA
- Uczestnik rozgrywek:
  - Sweet Sixteen turnieju NCAA (2016)
  - turnieju NCAA (2012, 2016)
- Zaliczony do:
  - II składu:
    - ACC (2016)
    - turnieju ACC (2016)

  - I składu turnieju:
    -       - Puerto Rico Tip-Off (2016)
      - NIT (2015)
      - TicketCity Legends Classic (2014)

  - składu All-ACC Honorable Mention (2015)